# 胎壓偵測系統

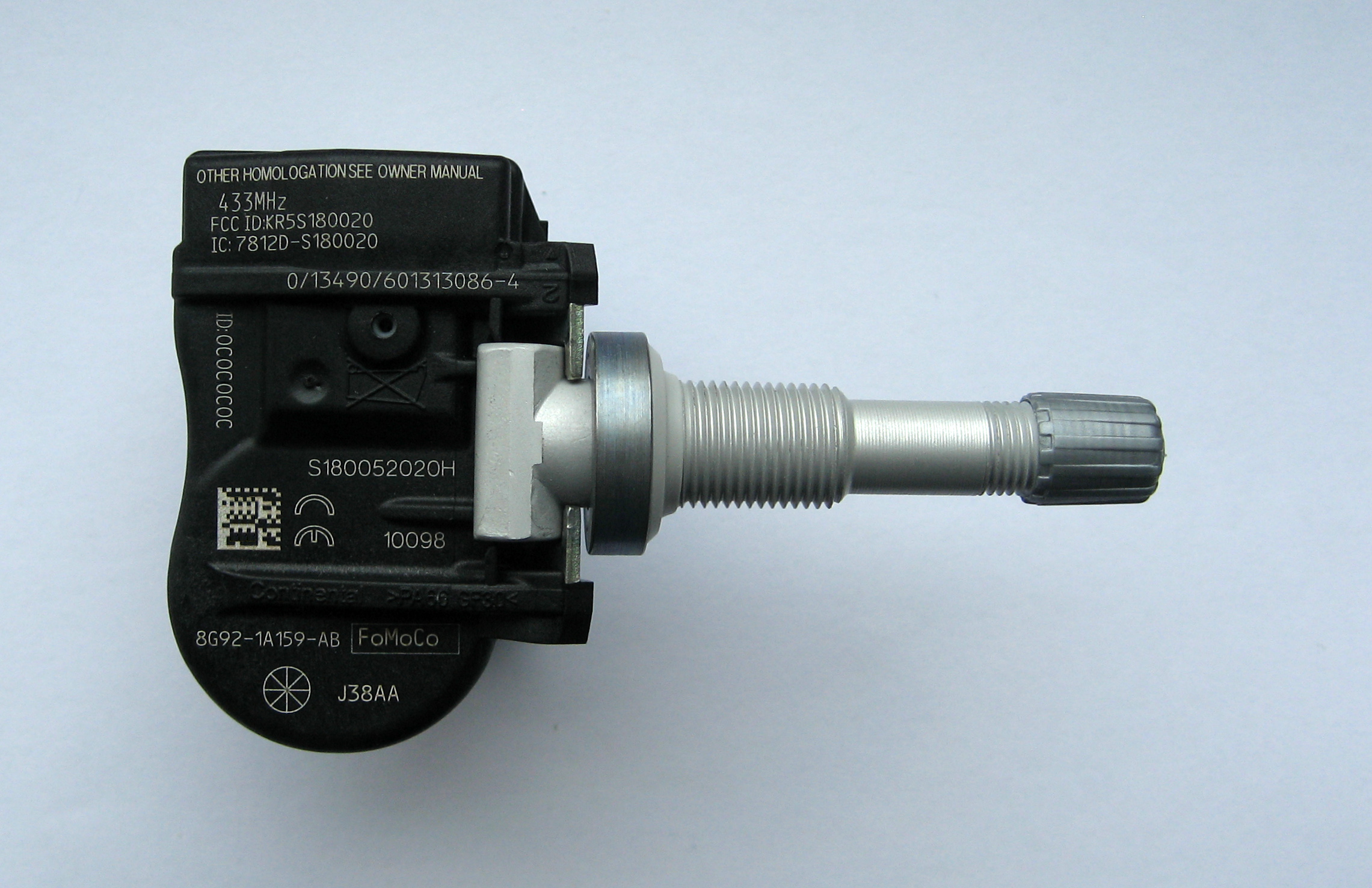
一枝由VDO公司生產的直接式胎壓偵測傳感器（Direct TPM）。

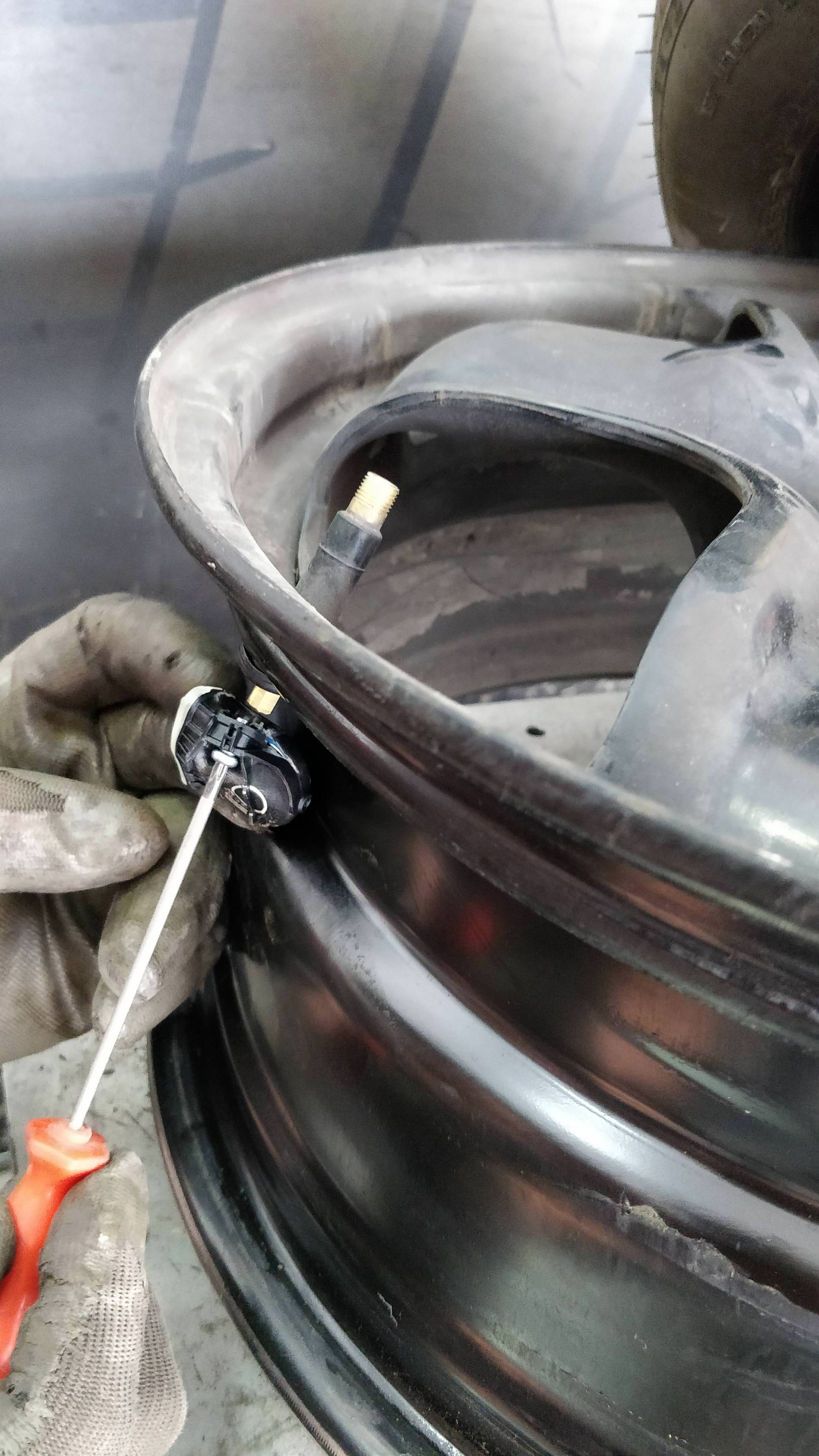
一枝損壞的直接式胎壓偵測傳感器（Direct TPM）正被移除。

胎壓偵測系統（英語：Tire-pressure monitoring system，简称TPMS）是一種安裝在車輛上，用來偵測輪胎胎壓的電子系統。此系統會即時偵測，並且以儀表、數位顯示或是單純以燈號或聲音讓駕駛人得知胎壓的變化。以減少因胎壓過高或不足所導致的交通事故，且可讓車主將輪胎保持在適當的胎壓以降低油耗。
保時捷959在1986年即安裝了胎壓偵測系統，為全球第一個裝有該系統的車輛。近年來有些國家規定新出廠車輛需裝有胎壓偵測系統。而此系統可在汽車製造時就內建，或是交車給車主之後另外加裝。

## 運作方式
胎壓偵測系統依運作方式主要可分為間接式與直接式。
間接式的系統並不直接偵測輪胎的胎壓，而是偵測車輪的轉速，若系統偵測到某一輪的轉速與其他輪子的轉速差距過大，則可能有胎壓異常而會提醒駕駛人。但間接式的系統無法提供給駕駛人實際的胎壓數值。
直接式的系統在車胎裝有帶訊號發射功能的感測器，依安裝方式有胎外式及胎內式兩種，胎外式的感測器是直接裝在輪胎的氣嘴，優點是安裝簡單可由車主自行安裝，缺點是因感測器本身有重量，鎖在氣嘴上可能會影響車胎平衡，灌氣時需拆開感測器，且對於橡膠式氣嘴可能會有斷裂的風險。胎內式的感測器是安裝在車輪的輪圈裡面，由於需要拆開輪胎安裝，因此通常只能由汽車保養廠才能安裝，安裝好裝回輪胎後需重新做平衡，但優點為不影響灌氣。無論是胎外式或胎內式，都可提供實際的胎壓數值，有些還可提供車胎的溫度。除了感測器以外，還需要有訊號接收器，有些是與感測器搭配的訊號接收器，安裝在車上，兩者以無線電連線。有些還可使用智慧型手機安裝App，與感測器之間以藍牙連線。

## 圖示
- 低胎壓警告
- 系統故障（例如接收不到感測器的訊號）

## 各地区市场

### 中国大陆
强制性国家标准《乘用车轮胎气压监测系统的性能要求和试验方法》（GB26149-2017）于2017年10月14日获国家标准化管理委员会正式批准，其中规定，自2019年1月1日，新申请的M1类车型强制安装胎压监测系统，2020年1月1日起所有在产车型强制安装胎压监测系统。

## 另見
- 失壓續跑胎